# بوليغون
بوليغون (Polygon) هو موقع ويب أمريكي لألعاب الفيديو ينشر المدونات والمراجعات والارشادات ومقاطع الفيديو والأخبار. عند إطلاقه في أكتوبر 2012 كثالث ملكية لشركة فوكس ميديا، سعت بوليغون إلى تمييز نفسها من خلال التركيز على قصص الأشخاص الذين يقفون وراء الألعاب بدلاً من الألعاب نفسها. كما أنتجت أيضًا مقالات طويلة على غرار المجلات، والاستثمرت في محتوى الفيديو، واختارت السماح بتحديث نتائج المراجعة مع تغير اللعبة.
تم بناء الموقع على مدار عشرة أشهر، وكان من بين الموظفين المؤسسين المكوَّنين من 16 شخصًا، رؤساء تحرير مواقع الألعاب من جويستيك وكوتاكو و إسكابست. تم تصميم الموقع وفقًا لمعايير استجابة إتش تي إم إل 5 مع نظام ألوان وردي، وركزت إعلاناته على الرعاية المباشرة لأنواع معينة في المحتوى. كما أنتجت فوكس ميديا سلسلة وثائقية عن تأسيس الموقع.

## التاريخ
تم إطلاق مدونة الألعاب بوليغون في 24 أكتوبر 2012، كثالث ملكية لشركة فوكس ميديا. ونشأ الموقع من مدونة التكنولوجيا The Verge، قامت فوكس ميديا بعمل سلسلة وثائقية من 13 جزءًا من إنشاء الموقع (" Press Reset ") والتي تتبعت إنشاء الموقع من البداية إلى الإطلاق.
وصفت فوربس طاقم عمل بوليغون الأصلي المكون من 16 شخصًا بأنهم «مرصعون بالنجوم» لإدراجهم رؤساء التحرير من ثلاث مدونات ألعاب فيديو متنافسة. يعمل فريق بوليغون عن بُعد من أماكن تشمل فيلادلفيا وهنتنغتون وسان فرانسيسكو وسيدني ولندن وأوستن، بينما يقع المقر الرئيسي لشركة فوكس ميديا في مدينة نيويورك وواشنطن العاصمة.  تم تطوير الموقع على مدار عشرة أشهر، حيث اختار الموظفون اسم الموقع ووضعوا معايير لتقاريرهم  ومقياس درجات المراجعة.

## المحتوى
تسعى بوليغون إلى تمييز مُحتواها عن منافذ صحافة الألعاب الأخرى من خلال التركيز على الأشخاص الذين يصنعون الألعاب ويُمارسونها بدلاً من الألعاب وحدها. في بداية الموقع، خططت بوليغون لتشغيل عدة مقالات طويلة أسبوعيًا، والتي كانت تنوي أن تكون قابلة للمقارنة بقصص غلاف المجلات. قرروا أيضًا السماح بتحديث نتائج مُراجعة الألعاب الخاصة بهم مع تحديث الألعاب، وذلك لتعكس بشكل أكثر مُلاءمة الألعاب التي تغيرت مع المحتوى القابل للتنزيل والتحديثات منذ إصدارها الأصلي. بالنظر إلى الألعاب التي قد تختلف في الجودة قبل الإصدار وبعده، بدأت بوليغون لاحقًا في وضع علامة على مُراجعات ما قبل الإصدار على أنها «مؤقتة» لتأجيل النتيجة النهائية إلى ما بعد الإصدار العام. اعتبارًا من سبتمبر 2018، اختار الموقع إسقاط التقييمات المُسجلة للألعاب، للسماح لمراجعيهم بمزيد من الحُرية في كيفية مُراجعة اللعبة.
توسع تركيز بوليغون على إنتاج الفيديو في أواخر عام 2013، وتضاءل في منتصف عام 2014 مع فقدان طاقم الفيديو وقرار التحرير بنشر عدد أقل من المقالات المميزة. وبحلول عام 2015، بدأ الموقع في التحول من تغطية الألعاب فقط إلى تغطية الثقافة الشعبية، على غرار نطاق المواقع المنافسة IGN وكوتاكو.

## التصميم
تنشر بوليغون أخبار ألعاب الفيديو، والترفيه، والتعليقات، والفيديو. وسعوا إلى تمييز محتواهم عن منافذ صحافة الألعاب الأخرى من خلال التركيز على الأشخاص الذين يصنعون الألعاب ويمارسونها بدلاً من الألعاب وحدها. في بداية الموقع، خططت بوليغون لتشغيل عدة مقالات طويلة أسبوعيًا، والتي كانت تنوي أن تكون قابلة للمقارنة في النية بقصص غلاف المجلات. قرروا أيضًا السماح بتحديث نتائج مراجعة الألعاب الخاصة بهم مع تحديث الألعاب، وذلك لتعكس بشكل أكثر ملاءمة الألعاب التي تغيرت مع المحتوى القابل للتنزيل والتحديثات منذ إصدارها الأصلي.
يستخدم الموقع لوحة ألوان زهرية  ويحاكي تنسيق مجلة ذا فيرج. وتمت برمجة الموقع لاستخدام معايير إتش تي إم إل 5 بتصميم سريع الاستجابة يتكيف مع أبعاد شاشة أجهزة الكمبيوتر المحمولة والأجهزة اللوحية والهواتف الذكية. وهذا جزئيًا للإزالة وبحاجة إلى إصدار محمول منفصل. تم تحسين صحافتهم الطويلة للقراءة على الأجهزة اللوحية.

## الأعمال
في يونيو 2014، احتلت بوليغون المرتبة الرابعة بين مواقع الألعاب حسب بيانات حركة مرور الويب من كوم سكور، خلف آي جي إن وغيم سبوت وكوتاكو. في الشهر نفسه، أفاد جرانت أن الشهر السابق كانت الأكثر شعبية.

## روابط خارجية
- الموقع الرسمي